# Клери Солшоа
Клери Солшоа (фр. Clairy-Saulchoix) насеље је и општина у североисточној Француској у региону Пикардија, у департману Сома која припада префектури Амјен.
По подацима из 2011. године у општини је живело 388 становника, а густина насељености је износила 59,51 становника/km². Општина се простире на површини од 6,52 km². Налази се на средњој надморској висини од 102 метара (максималној 124 m, а минималној 59 m).

## Демографија
| 1962. | 1968. | 1975. | 1982. | 1990. | 1999. | 2011. |
| ----- | ----- | ----- | ----- | ----- | ----- | ----- |
| 274   | 292   | 313   | 364   | 361   | 390   | 388   |

График промене броја становника у току последњих година